# نیل اشکرافت
نیل اشکرافت (انگلیسی: Neil Ashcroft؛ (زادهٔ ۲۷ نوامبر ۱۹۳۸ – درگذشتهٔ ۱۵ مارس ۲۰۲۱) یک فیزیک‌دان اهل بریتانیا بود.